# Representações culturais de tartarugas
As tartarugas são frequentemente descritas na cultura popular como criaturas descontraídas, pacientes e sábias. Devido à sua longa vida útil, movimento lento, robustez e aparência enrugada, eles são um emblema de longevidade e estabilidade em muitas culturas ao redor do mundo. As tartarugas são regularmente incorporadas à cultura humana, com pintores, fotógrafos, poetas, compositores e escultores usando-as como temas. Eles têm um papel importante nas mitologias ao redor do mundo, e estão frequentemente envolvidos nos mitos da criação sobre a origem da Terra. As tartarugas marinhas são uma megafauna carismática e são usadas como símbolos do meio ambiente marinho e do ambientalismo.